# Strømsgodset Idrettsforening 1971
Questa voce raccoglie le informazioni riguardanti lo Strømsgodset Idrettsforening nelle competizioni ufficiali della stagione 1971.

## Stagione
Lo Strømsgodset ha affrontato la 1. divisjon 1971 da campione in carica, chiudendo la stagione al 5º posto. L'avventura nel Norgesmesterskapet è terminata ai quarti di finale, con l'eliminazione subita per mano dell'HamKam. In virtù del successo nel campionato precedente, lo Strømsgodset ha partecipato alla Coppa dei Campioni 1971-1972, venendo eliminato ai sedicesimi di finale dall'Arsenal.

## Rosa
| N. |                     | Ruolo | Calciatore           |
| -- | ------------------- | ----- | -------------------- |
|    | Norvegia (bandiera) | P     | Inge Thun            |
|    | Norvegia (bandiera) | D     | Tor Alsaker-Nøstdahl |
|    | Norvegia (bandiera) | D     | Håvard Beckstrøm     |
|    | Norvegia (bandiera) | D     | Erik Eriksen         |
|    | Norvegia (bandiera) | D     | Arild Mathisen       |
|    | Norvegia (bandiera) | D     | Per Rune Wølner      |
|    | Norvegia (bandiera) | C     | Odd Arild Amundsen   |

| N. |                     | Ruolo | Calciatore                   |
| -- | ------------------- | ----- | ---------------------------- |
|    | Norvegia (bandiera) | C     | Egil Olsen                   |
|    | Norvegia (bandiera) | C     | Sverre Rørvik                |
|    | Norvegia (bandiera) | A     | Bjørn Odmar Andersen         |
|    | Norvegia (bandiera) | A     | Tor Henriksen                |
|    | Norvegia (bandiera) | A     | Ingar Pettersen              |
|    | Norvegia (bandiera) | A     | Steinar Pettersen (capitano) |
|    | Norvegia (bandiera) | A     | Thorodd Presberg             |

## Risultati

### 1. divisjon

#### Girone di andata
| 28 aprile 1971 1ª giornata | Brann | 0 – 0 referto | Strømsgodset |  |

| 4 maggio 1971 2ª giornata | Strømsgodset | 4 – 1 referto | Hødd |  |

| 10 maggio 1971 3ª giornata | Lyn Oslo | 0 – 1 referto | Strømsgodset |  |

| 16 maggio 1971 4ª giornata | Strømsgodset | 1 – 2 referto | HamKam |  |

| 23 maggio 1971 5ª giornata | Fredrikstad | 3 – 3 referto | Strømsgodset |  |

| 31 maggio 1971 6ª giornata | Strømsgodset | 4 – 0 referto | Frigg |  |

| 6 giugno 1971 7ª giornata | Viking | 2 – 2 referto | Strømsgodset |  |

| 13 giugno 1971 8ª giornata | Strømsgodset | 0 – 3 referto | Rosenborg |  |

| 18 giugno 1971 9ª giornata | Sarpsborg | 1 – 1 referto | Strømsgodset |  |

#### Girone di ritorno
| 1º agosto 1971 10ª giornata | Strømsgodset | 3 – 1 referto | Brann |  |

| 11 agosto 1971 11ª giornata | Hødd | 0 – 1 referto | Strømsgodset |  |

| 22 agosto 1971 12ª giornata | Strømsgodset | 0 – 0 referto | Lyn Oslo |  |

| 5 settembre 1971 13ª giornata | HamKam | 4 – 1 referto | Strømsgodset |  |

| 12 settembre 1971 14ª giornata | Strømsgodset | 1 – 2 referto | Fredrikstad |  |

| 22 settembre 1971 15ª giornata | Frigg | 0 – 3 referto | Strømsgodset |  |

| 6 ottobre 1971 16ª giornata | Strømsgodset | 2 – 1 referto | Sarpsborg |  |

| 13 ottobre 1971 17ª giornata | Rosenborg | 0 – 0 referto | Strømsgodset |  |

| 17 ottobre 1971 18ª giornata | Strømsgodset | 1 – 1 referto | Viking |  |

### Norgesmesterskapet
| 1971 Primo turno | Strømsgodset | 2 – 0 referto | Kjelsås |  |

| 1971 Secondo turno | Vardal | 2 – 8 referto | Strømsgodset |  |

| 25 luglio 1971 Terzo turno | Strømsgodset | 5 – 0 referto | Donn |  |

| 15 agosto 1971 Quarto turno | Østsiden | 0 – 2 referto | Strømsgodset |  |

| 25 agosto 1971 Quarti di finale | Strømsgodset | 1 – 2 referto | HamKam |  |

### Coppa dei Campioni
| Arbitro: | Krutelev |

|                  |           |                                    |
| S. Pettersen 52’ | Marcatori | 2’ Simpson 20’ Marinello 85’ Kelly |

| Arbitro: | Sigurðsson |

|                                           |           |  |
| Kennedy 6’ Radford 18’, 58’ Armstrong 78’ | Marcatori |  |